# Валя-Віїлор (комуна)
Валя-Віїлор (рум. Valea Viilor) — комуна у повіті Сібіу в Румунії. До складу комуни входять такі села (дані про населення за 2002 рік):
- Валя-Віїлор (1426 осіб) — адміністративний центр комуни
- Мотіш (582 особи)

Комуна розташована на відстані 231 км на північний захід від Бухареста, 34 км на північ від Сібіу, 93 км на південний схід від Клуж-Напоки, 113 км на північний захід від Брашова.

## Населення
За даними перепису населення 2002 року у комуні проживали 2008 осіб.
Національний склад населення комуни:
| Національність | Кількість осіб | Відсоток |
| -------------- | -------------- | -------- |
| румуни         | 1922           | 95,7%    |
| угорці         | 46             | 2,3%     |
| німці          | 21             | 1,0%     |
| цигани         | 18             | 0,9%     |
| турки          | 1              | < 0,1%   |

Рідною мовою назвали:
| Мова      | Кількість осіб | Відсоток |
| --------- | -------------- | -------- |
| румунська | 1944           | 96,8%    |
| угорська  | 45             | 2,2%     |
| німецька  | 19             | 0,9%     |

Склад населення комуни за віросповіданням:
| Релігія                                       | Кількість осіб | Відсоток |
| --------------------------------------------- | -------------- | -------- |
| православні                                   | 1854           | 92,3%    |
| бретрени                                      | 44             | 2,2%     |
| реформати                                     | 25             | 1,2%     |
| римо-католики                                 | 21             | 1,0%     |
| п'ятдесятники                                 | 19             | 0,9%     |
| лютерани (Синодально-пресвітеріанська церква) | 18             | 0,9%     |
| адвентисти                                    | 12             | 0,6%     |
| баптисти                                      | 8              | 0,4%     |
| унітарії                                      | 4              | 0,2%     |
| греко-католики                                | 2              | 0,1%     |
| лютерани (Аугсбурзького сповідання)           | 1              | < 0,1%   |